# Just Gold
Just Gold é um filme mudo norte-americano de 1913 em curta-metragem, do gênero drama dirigido por D. W. Griffith.

## Elenco
- Lionel Barrymore
- Alfred Paget
- Charles West
- Joseph McDermott
- Kate Bruce
- Charles Hill Mailes
- Lillian Gish
- Dorothy Gish
- Kathleen Butler
- Adolph Lestina
- W. Chrystie Miller
- Frank Opperman